# Pizzo Sant'Angelo
Il Pizzo Sant'Angelo è uno dei monti delle Madonie che raggiunge l'altitudine di 1.081 m s.l.m. Ricade nel territorio del comune di Cefalù, precisamente nella frazione di Gibilmanna. Sulle pendici occidentali si trova il Santuario di Gibilmanna, mentre alle falde di Pizzo Sant'Angelo a circa 1005 m s.l.m. è presente l'Osservatorio Geofisico di Gibilmanna. Infine in cima è presente la chiesetta di San Michele arcangelo. Grazie alla sua posizione dalla zona sommitale è possibile ammirare uno dei paesaggi più interessanti della costa settentrionale della Sicilia, e anche un'ampia vista verso le cime più alte della Madonie.

## Ambiente

### Flora
La flora presenta caratteristiche peculiari secondo l'altitudine, prevalgono comunque tra le specie arboree il Leccio (Quercus ilex), Roverella, Querce da sughero, anche con esemplari centenari. Tra le specie arbustive particolarmente significativa è la presenza di perastri e corbezzoli. In primavera è possibile incontrare orchidee in fioritura, mentre in autunno abbondanti sono le fioriture di ciclamini e crochi.